# Asphodeline rigidifolia
Asphodeline rigidifolia là một loài thực vật có hoa trong họ Thích diệp thụ. Loài này được (Boiss. & Heldr.) Baker miêu tả khoa học đầu tiên năm 1876.